# Jalach wíinik
Jalach wíinik (también escrito Halach uinic, según la enciclopedia Yucatán en el tiempo, o Halach Winik, según el Diccionario Maya Cordemex) (del maya yucateco: Jalach wíinik) es el nombre del cargo que ocupaba en las jurisdicciones mayas precolombinas el jefe, dirigente, oidor o comisario.
En efecto, las jurisdicciones mayas o kuckkabalob, eran administradas por un Jalach wíinik, que gobernaba en nombre de uno de los dioses de su panteón, constituyendo una estructura teocrática. La sucesión ocurría en una misma familia, con el poder pasando de padre a hijo, según el derecho de primogenitura. El Jalach wíinik concentraba el poder religioso, militar y civil. Él escogía, entre los miembros de la teocracia, los funcionarios que ayudaban en la administración de la jurisdicción, designando generalmente a sus familiares como jefes o batab de las ciudades que conformaban a la jurisdicción.

## Descripción
Estos hombres de confianza comandaban a los soldados, presidían el consejo local, aplicaban la justicia y controlaban el pago de los impuestos. Además de esas asignaciones, cuidaban también de los campos en las épocas indicadas por los sacerdotes o Ah-Kin-May. Afirma la enciclopedia Yucatán en el Tiempo que a partir de la caída de Mayapán en 1441 se generó esta jerarquía de mando que aunque no se generalizó en todas las jurisdicciones, sí fue la jerarquía dominante, dándose en los otros casos que el puesto de mando superior fuera encabezado por los batabo'ob. Esta fue la situación que encontraron los españoles cuando ocurrió la conquista de Yucatán según describió el obispo fray Diego de Landa en su Relación de las cosas de Yucatán.
El símbolo principal símbolo del poder era el "cetro de maniquí", un bastón ceremonial que tenía la figura de K'awiil, el dios de la vida. Junto al Jalach wíinik trabajaban varios funcionarios que él designaba directamente:
1. Los Ah Holpop: delegados político-religiosos del Jalach wíinik. Preparaban las grandes ceremonias y fiestas sagradas. También custodiaban los instrumentos musicales.
2. El Nacom o Batab: era el principal jefe militare de una ciudad-estado.
3. El Ahuacán: era el máximo sacerdote. Vigilaba los calendarios, los libros sagrados y la educación. También dirigía los sacrificios y los ritos de adivinación.
4. Los Tupiles: eran los guardias que vigilaban el orden público y el cumplimiento de las leyes.